# Payns
Payns är en kommun i departementet Aube i regionen Grand Est (tidigare regionen Champagne-Ardenne) i nordöstra Frankrike. Kommunen ligger  i kantonen Troyes 4e Canton som ligger i arrondissementet Troyes. År 2022 hade Payns 1 396 invånare.

## Befolkningsutveckling
Antalet invånare i kommunen Payns
Referens: INSEE